# Manuel Castro Molina
Manuel Castro Molina (Granada, 1906 - Alacant, 1939) va ser un funcionari i polític socialista espanyol, militant del Partit Socialista Obrer Espanyol que va residir la major part de la seva vida en Còrdova i va ser executat en acabar la guerra civil.
Va ser dirigent de les Joventuts Socialistes d'Espanya i va participar en la unificació amb les comunistes en la nova organització Joventuts Socialistes Unificades. Acusat en el si del PSOE de la seva proximitat a les tesis més radicals i d'haver-hi anomenat traïdors als seguidors d'Indalecio Prieto, el seu company de partit, Francisco Copado Moyano, el va defensar al Congrés Provincial del Partit Socialista cordovès celebrat el 20 de juny de 1936. A les eleccions generals de 1933 va ser candidat socialista per la circumscripció electoral de la província de Còrdova, però no fou escollit. A les de 1936, dins de les candidatura del Front Popular, va obtenir l'escó per Còrdova. Va ser l'últim secretari general de l'Agrupació Socialista de Còrdova abans de la guerra.
El 18 de juliol de 1936, al temps de produir-se el cop d'estat que va donar lloc a la Guerra Civil, quan el coronel Ciríaco Cascajo es va revoltar a Còrdova, Manuel Castro es va traslladar a la seu del govern civil per dissuadir al Governador Civil, Antonio Rodríguez de León, del lliurament del càrrec als insurrectes, trobant-se allí presents en aquests moments el diputat socialista Vicente Martín Romera, l'alcalde cordovès Manuel Sánchez Badajoz i el president de la Diputació de Còrdova, José Guerra Lozano. No obstant això, els revoltats van poder reduir amb relativa facilitat la seva resistència.
Manuel Castro va poder escapar de l'edifici governamental abans que entressin les tropes revoltades, mantenint-se amagat a Còrdova fins a desembre de 1936, moment en el qual va poder passar a la zona controlada pel govern de la República. Allí es va incorporar a les operacions militars, sent comissari, entre d'altres, de la 19 Divisió del VIII Cos d'Exèrcit, i de l'Exèrcit d'Extremadura.
Amb l'esdevenir del conflicte, va marxar en la retirada de les tropes republicanes el 1939, trobant-se al port d'Alacant al dia que va finalitzar el conflicte. Va ser executat sense cap judici i setmanes més tard va aparèixer el seu cos.